# Светът според Йон Б.
„Светът според Йон Б.“ (на румънски: Lumea vazuta do Ion B.) е румънски документален филм от 2009 г. на режисьора Александър Нанау. Филмът е продукция на HBO Румъния.
Филмът представя творчеството на 62-годишния бездомник от покрайнините на Букурещ Йон Брладеану, който като млад мечтае да стане режисьор. През годините събира и чете изхвърляните от хората книги, списания и вестници. Първоначално започва да твори експресионистки мацаници подобно на Ото Дикс. През 1970-те години започва да прави колажи – смесица между рисунка и колаж. Постепенно добавя мотиви от барока, преминавайки към сюрреалистичен поп, вдъхновен от алкохола.
През 2007 г. собственикът на галерия H'art gallery в Букурещ Дан Попеско открива Йон и неговите хиляди колажи и представя част от тях в галерията си. През август 2009 г. Йон прави съвместна изложба с творби на Анди Уорхол и Марсел Дюшан, а през 2010 г. самостоятелна изложба в галерия „Ан дьо Велельо“ в Париж.
През 2010 г. филмът печели ЕМИ за най-добра арт продукция, като това е първата продукция на HBO, създадена в Централна Европа, която печели тази награда.